# Väätsa
Väätsa är en småköping (estniska: alevik) i Estland.   Den ligger i Väätsa kommun i landskapet Järvamaa, i den centrala delen av landet, 70 km sydost om huvudstaden Tallinn. Vyatsa ligger 67 meter över havet och antalet invånare är 679.

## Geografi
Terrängen runt Väätsa är mycket platt. Runt Väätsaär det glesbefolkat, med 10 invånare per kvadratkilometer. Närmaste större samhälle är Paide, 6,4 km öster om Väätsa. Omgivningarna runt Väätsaär en mosaik av jordbruksmark och naturlig växtlighet.